# Tercera División Grupo 10
De Tercera División RFEF Grupo 10 is een van de regionale divisies van de Tercera División RFEF, de vijfde voetbaldivisie van Spanje. Het is de eerste divisie in het westelijke deel van de regio Andalusië en de Tercera División Grupo 10 bevindt zich in dat opzicht onder de Segunda División RFEF en boven de Primera División de Andalucía.

## Opzet
Er zijn 20 clubs die in een competitie tegen elkaar uitkomen. De kampioen promoveert automatisch en de nummers 2 t/m 5 spelen play-offs om één plaats in de Segunda División RFEF. De nummers 18, 19 en 20 dalen af naar de Preferente.
CA Antoniano · 
Arcos CF ·
CD Cabesense ·
Castilleja CF ·
AD Ceuta FC ·
CD Ciudad de Lucena ·
Conil CF ·
Córdoba CF B ·
Coria CF · 
CD Gerena ·
La Palma CF ·
UB Lebrijana ·
UD Los Barrios · 
CD Pozoblanco ·
Puente Genil FC · 
CD Rota ·
CD San Roque ·
Sevilla FC C ·
CD Utrera ·
Xerez CD ·
Xerez Deportivo FC